# Ларрайнсар
16°55′00″ пн. ш. 92°46′00″ зх. д. / 16.916666666667° пн. ш. 92.766666666667° зх. д.
Ларрайнсар — муніципалітет у мексиканському штаті Ч'япас на півдні Мексики . Муніципальний центр — місто Сан-Андрес-Ларраінсар.
Станом на 2010 рік загальна кількість населення муніципалітету становила 20 349 осіб  проти 16 538 осіб станом на 2005 рік  Він займає площу 171,04 км².
Станом на 2010 рік у місті Сан-Андрес-Ларраінсар проживало 2364 людини.  Окрім цього міста муніципалітет мав 77 населених пунктів, жодне з яких не мало населення понад 1000 осіб. 